# Childhood (Lied)
Childhood (englisch für „Kindheit“) ist ein Song des US-amerikanischen Sängers Michael Jackson, der gemeinsam mit Scream am 31. Mai 1995 als erste Single des Albums HIStory – Past, Present and Future Book I ausgekoppelt wurde. Der Song wurde von Michael Jackson geschrieben und von Jackson selbst und David Foster produziert. Der Song war der Titeltrack des Films Free Willy 2. Jackson hatte mit Will You Be There bereits den Titeltrack für den ersten Film gestellt.

## Inhalt
Mit dem Song verarbeitet Jackson seine Kindheit. Er selbst behauptete, dass er aufgrund des frühen Erfolgs mit den Jackson Five keine richtige, unbeschwerte Kindheit gehabt habe („Have you seen my Childhood?“).

## Musikvideo
Das Musikvideo zu Childhood entstand unter der Regie von Nick Brandt, der später auch die Videos zu Earth Song und Stranger in Moscow inszenierte. Es zeigt Michael Jackson, wie er nachts in einem Wald auf einem Baumstumpf sitzend das Lied singt. Weiterhin sieht man, wie am Nachthimmel Luftschiffe über den Baumkronen des Waldes schweben. An Bord der Schiffe befinden sich Kinder, die verschiedene Spiele spielen, während sie sich immer weiter von Jackson weg in Richtung Mond bewegen. Andere Kinder erscheinen im Unterholz des Waldes, bevor sie zu den Luftschiffen hinaufschweben, während Jackson weiterhin auf dem Baumstumpf sitzen bleibt.
Da Childhood Teil des Soundtracks für den Film Free Willy 2 war, haben dessen Hauptdarsteller Jason James Richter und Francis Capra einen prominenten Auftritt in diesem Musikvideo. Weiterhin sind die zum Zeitpunkt dieses Videos noch unbekannten Schauspielerinnen Erika Christensen und Jena Malone im Kindesalter zu sehen.

## Kommerzieller Erfolg

### Charts und Chartplatzierungen
Scream/Childhood erreichte die Top-10 in Österreich (Platz 9), Deutschland (Platz 8), Schweden (Platz 8), Irland (Platz 6), den USA (Platz 5), Belgien (Platz 5; Wallonie) Frankreich (Platz 4), den Niederlanden (Platz 4), Belgien (Platz 3; Flandern), der Schweiz (Platz 3), Großbritannien (Platz 3), Norwegen (Platz 2), Australien (Platz 2), Dänemark (Platz 2), Neuseeland (Platz 1), Ungarn (Platz 1), Simbabwe (Platz 1), Italien (Platz 1), Spanien (Platz 1) und Finnland (Platz 1). In den Vereinigten Staaten debütierte die Single auf Platz fünf mit über 64.000 verkauften Singles und wurde damit die erste Single in der Geschichte der Billboard-Charts, die in den Top 5 debütierte. Scream/Childhood verkaufte sich dort im Jahr 1995 über 700.000 Mal und insgesamt über 1 Million Mal.
| ChartsChartplatzierungen       | Höchstplatzierung | Wochen |
| ------------------------------ | ----------------- | ------ |
| Deutschland (GfK)              | 8 (14 Wo.)        | 14     |
| Österreich (Ö3)                | 9 (10 Wo.)        | 10     |
| Schweiz (IFPI)                 | 3 (20 Wo.)        | 20     |
| Vereinigtes Königreich (OCC)   | 3 (22 Wo.)        | 22     |
| Vereinigte Staaten (Billboard) | 5 (17 Wo.)        | 17     |

| ChartsJahrescharts (1995)      | Platzierung |
| ------------------------------ | ----------- |
| Deutschland (GfK)              | 95          |
| Schweiz (IFPI)                 | 28          |
| Vereinigte Staaten (Billboard) | 56          |

### Auszeichnungen für Musikverkäufe
| Land/Region                  | Auszeichnungen für Musikverkäufe (Land/Region, Auszeichnung, Verkäufe) | Verkäufe  |
| ---------------------------- | ---------------------------------------------------------------------- | --------- |
| Australien (ARIA)            | Gold                                                                   | 35.000    |
| Neuseeland (RMNZ)            | Gold                                                                   | 5.000     |
| Vereinigte Staaten (RIAA)    | Platin                                                                 | 1.000.000 |
| Vereinigtes Königreich (BPI) | Silber                                                                 | 200.000   |
| Insgesamt                    | 1× Silber · 2× Gold · 1× Platin ·                                      | 1.240.000 |

Hauptartikel: Michael Jackson/Auszeichnungen für Musikverkäufe

## Besetzung
- Komposition: Michael Jackson
- Produktion: David Foster
- Solo Vocals: Michael Jackson
- Perkussion: Michael Jackson, David Foster
- Background Vocals: New York City’s Children’s Choir (Tracy Spindler, Natalia Harris, Jonathon Ungar, Brandi Stewart, Reeve Carmey, Caryn Jones, Brian Jones)
- Orchester: New York Philharmonic Orchestra
- Keyboard, Synthesizer: David Foster, Brad Buxer
- Tontechnik: Bruce Swedien
- Synthesizer Programmierung: Michael Boddicker, Brad Buxer
- Mix: Bruce Swedien